# Central nuclear Grand Gulf

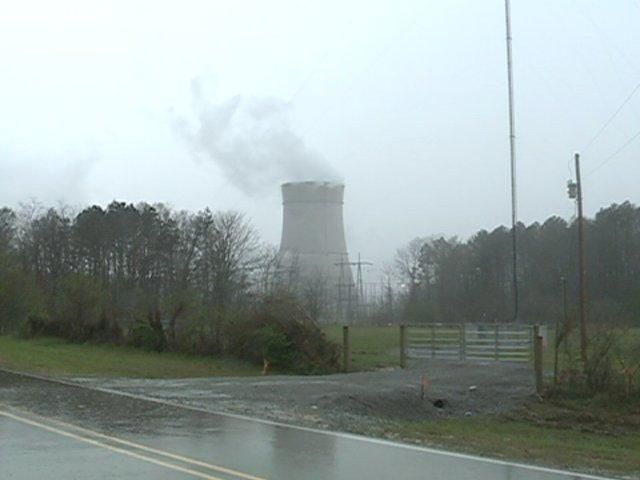
Vista de la central nuclear desde lejos.

La Central Nuclear Grand Gulf se compone de un reactor de agua en ebullición de General Electric. Ocupa una superficie de 8,5 km² en un emplazamiento cerca de Port Gibson (Misisipi, Estados Unidos), en una zona boscosa y que incluye dos lagos. La planta dispone de una torre de refrigeración de 158 metros. 
Grand Gulf es gestionada por Entergy y es de propiedad conjunta de System Energy Resources, Inc., (90 %) y South Mississippi Electric Power Association (10 %). 
El 22 de septiembre de 2005 se comunicó que Grand Gulf ha sido seleccionada para la instalación de un reactor de agua en ebullición ESBWR.